# Лусківкові
Лусківкові (Lepidoziaceae) — родина печіночників. Це група невеликих рослин, які широко розповсюджені. Більшість видів зустрічається в тропічних регіонах. Основні характеристики: 
1. Масляні тільця малі й несегментовані.
2. Листя ніколи не згортаються.
3. У більших видів листки три-чотирилопатеві (часто зубчасті) і мають кущисту вставку.
4. У дрібніших видів листки можуть бути розділені до основи у вигляді ниток.

## Роди
Роди:
- (не віднесено до підродини)
  - Meinungeria Frank Müll.
  - Sprucella Steph. 1886[2]
- Bazzanioideae Rodway
  - Acromastigum A.Evans
  - Bazzania Gray
  - Mastigopelma Mitt.
- Drucelloideae R.M.Schust.
  - Drucella E.A.Hodgs.
- Lembidioideae R.M.Schust.
  - Dendrolembidium Herzog
  - Hygrolembidium R.M.Schust.
  - Isolembidium R.M.Schust.
  - Kurzia G.Martens
  - Lembidium Mitt.
  - Megalembidium R.M.Schust.
  - Pseudocephalozia R.M.Schust.
- Lepidozioideae Müll.Frib.
  - Ceramanus E.D.Cooper
  - Lepidozia (Dumort.) Dumort.
  - Neolepidozia Fulford & J.Taylor
  - Tricholepidozia (R.M.Schust.) E.D.Cooper
- Micropterygioideae Grolle
  - Micropterygium Gottsche
  - Mytilopsis Spruce
- Protocephalozioideae R.M.Schust.
  - Protcephalozia (Spruce) K.I.Goebel
- Zoopsidoideae R.M.Schusts.
  - Amazoopsis J.J.Engel & G.I.Merr.
  - Hyalolepidozia S.W.Arnell ex Grolle
  - Monodactylopsis (R.M.Schust.) R.M.Schust.
  - Neogrollea E.A.Hodgs.
  - Odontoseries Fulford
  - Paracromastigum Fulford & J.Taylor
  - Psiloclada Mitt.
  - Pteropsiella Spruce
  - Telaranea Spruce ex Schiffn.
  - Zoopsidella R.M.Schust.
  - Zoopsis Hook.f. ex Gottsche